# Hloubětínský hřbitov
Hloubětínský hřbitov se nachází v Praze 9 v Hloubětíně mezi ulicemi Kolbenova a Zálužská. Hřbitov byl založen roku 1904 jako náhrada za zrušený hřbitov u kostela svatého Jiří. Pozemek byl tehdy odkoupen obcí od řádu křižovníků. V roce 1999 bylo na hřbitově evidováno 4575 pohřbených, 60 hrobek, 1079 hrobů a 495 urnových hrobů. Hřbitov je dělen do dvou částí, starší a novější, přičemž novější je používána od roku 1945. Stejného roku se zde konal pohřeb hloubětínských občanů, kteří zahynuli při účasti v květnovém povstání. Hřbitov je obdélníkového tvaru a jeho rozloha činí 1,24 ha. Na hlavní cestě od brány na východ je uprostřed na podstavci kříž s Kristem a datem 1904. Za křížem je oplocený hřbitov křižovníků s červenou hvězdou, kde je pohřbeno 61 členů řádu. Mezi nimi je řádový knihovník a katolický básník Václav Bělohlávek.
Hloubětínský hřbitov spravuje příspěvková organizace Hřbitovy a pohřební služby hl. m. Prahy, Hřbitovní správa Ďáblice.